# Gran Premi d'Estíria de motociclisme
El Gran Premi d'Estíria de motociclisme  fou un Gran Premi de motociclisme que es va celebrar en dues edicions (2020 i 2021) al Red Bull Ring, prop de Spielberg (Estíria), dins del calendari del Campionat del món de motociclisme. Es va introduir com a resposta a la pandèmia de COVID-19 i a partir del 2022 ja no es va tornar a convocar.

## Noms oficials i patrocinadors
- 2020: BMW M Grand Prix of Styria[3]
- 2021: Michelin Grand Prix of Styria[4]

## Guanyadors múltiples

### Pilots
| # Victòries | Pilot           | Victòries | Victòries  |
| # Victòries | Pilot           | Categoria | Anys       |
| ----------- | --------------- | --------- | ---------- |
| 2           | Marco Bezzecchi | Moto2     | 2020, 2021 |

### Constructors
| # Victòries | Constructor | Victòries | Victòries  |
| # Victòries | Constructor | Categoria | Anys       |
| ----------- | ----------- | --------- | ---------- |
| 3           | KTM         | MotoGP    | 2020       |
| 3           | KTM         | Moto3     | 2020, 2021 |
| 2           | Kalex       | Moto2     | 2020, 2021 |

## Guanyadors per any
| Any  | Circuit  | Moto3            | Moto3 | Moto2           | Moto2 | MotoGP          | MotoGP | Detalls |
| Any  | Circuit  | Pilot            | Moto  | Pilot           | Moto  | Pilot           | Moto   | Detalls |
| ---- | -------- | ---------------- | ----- | --------------- | ----- | --------------- | ------ | ------- |
| 2021 | Red Bull | Pedro Acosta     | KTM   | Marco Bezzecchi | Kalex | Jorge Martín    | Ducati | Detalls |
| 2020 | Red Bull | Celestino Vietti | KTM   | Marco Bezzecchi | Kalex | Miguel Oliveira | KTM    | Detalls |